# Jorge Masetti
Jorge José Ricardo Masetti (Avellaneda, 31 de maig de 1929 - Orán, Salta, 1964) va ser un periodista i guerriller argentí. Conegut com a Comandante Segundo, el 21 d'abril de 1964 es va internar a la selva sense que se'n tingués cap més notícia. Va estar al capdavant de l'Exèrcit Guerriller del Poble, la primera guerrilla guevarista i un dels primers grups armats que va actuar a l'Argentina.
Havia estat fundador i director de l'agència de notícies cubana Prensa Latina.

## Biografia
Masetti va néixer a Avellaneda, al cordó industrial de la ciutat de Buenos Aires. Era descendent d'immigrants provinents de la ciutat de Bolonya, Itàlia.
A partir dels anys quaranta, Jorge Masetti va treballar per a diversos mitjans com el diari properonista El Laborista o agències de premsa nacionals com Telam o Agencia Latina. Atret pel moviment de masses peronista més que pel mateix president Perón, es va comprometre durant algun temps, com altres argentins de la seva generació (com per exemple Rodolfo Walsh), en el grup d'ultradreta Alianza Libertadora Nacionalista (ALN) per raons fonamentalment antiimperialistes. Les seves col·laboracions professionals són nombroses i, l'any 1955, va fundar una revista efímera, Cara y Ceca, que tractava sobretot de la política interior argentina. A partir de 1957, va ser contractat per Radio El Mundo i pel primer canal de televisió nacional Canal 7 per cobrir política internacional. Masetti també va col·laborara en diaris com ara el Clarín o La Prensa.

## Activitat professional

### Revolució Cubana
A principis de 1958, la guerra d'Algèria i la segona crisi de l'estret de Taiwan amb els bombardeigs xinesos de les illes taiwaneses de Quemoy i Matsu van dominar les primeres pàgines dels diaris de Buenos Aires. Tanmateix, el que interessava a Masetti era la guerrilla cubana de la qual en aquell moment quasi no se'n sabia res. Amb molt pocs mitjans i contactes, va intentar informar als seus conciutadans sobre la guerrilla de Fidel Castro per saber si es finançava “en dòlars, en rubles o en lliures esterlines. O si s'estava desenvolupant a l'Amèrica Llatina la desconcertant excepció d'una revolució en marxa cap al triomf finançada pel seu propi poble".

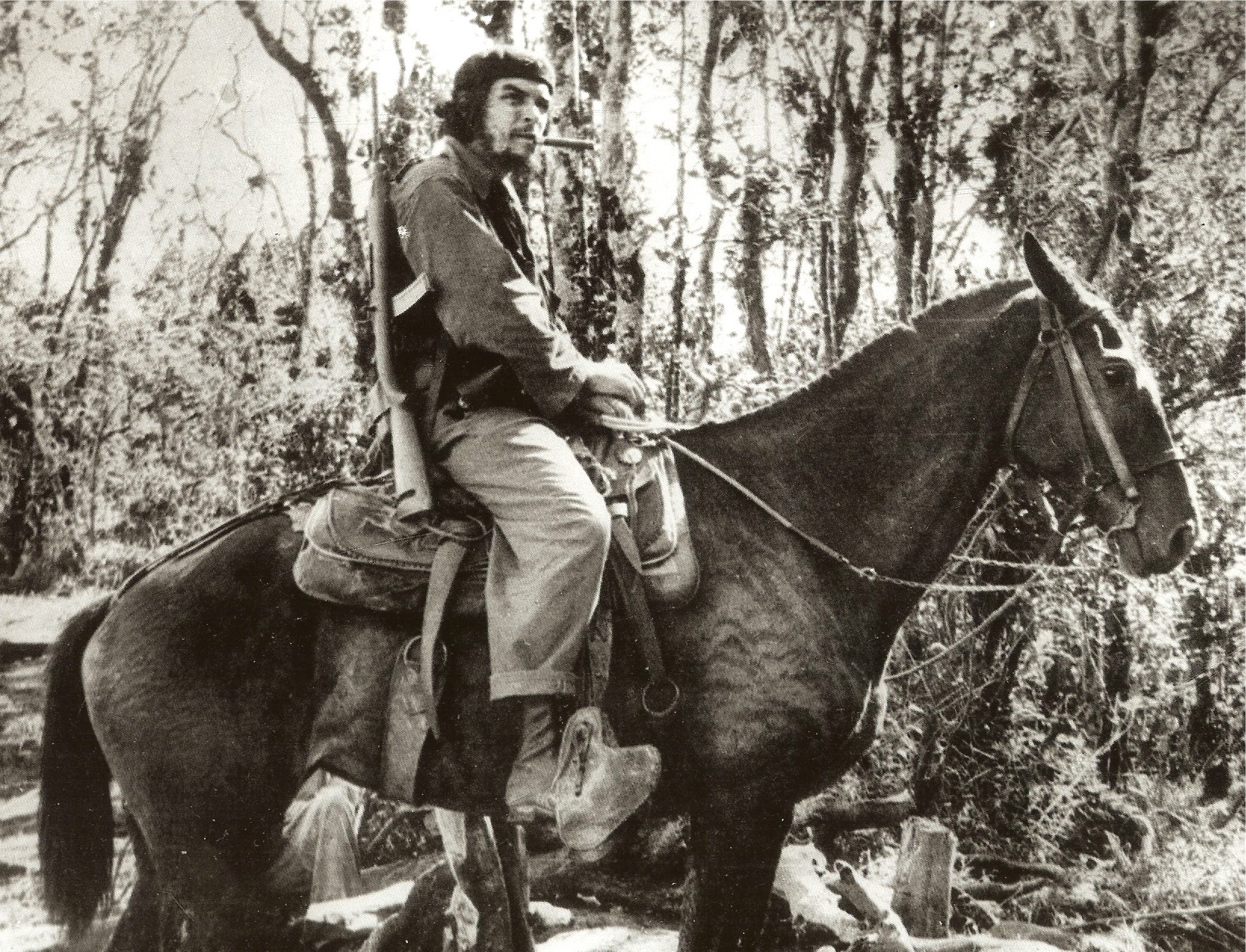
Masetti coneix el Che a Sierra Maestra el 1958. Després dels primers contactes marcats per l'escepticisme a banda i banda, els dos argentins es fan molt amics.

Durant la Revolució Cubana va ser l'únic periodista argentí que va cobrir a Sierra Maestra l'acció de la guerrilla conduïda pel Moviment 26 de Juliol, i com a enviat especial de Radio El Mundo va realitzar entrevistes a Fidel Castro i a Ernesto Che Guevara amb qui va entaular una estreta relació. Aquells reportatges van ser la primera oportunitat per al poble cubà i llatinoamericà d'escoltar els líders de la Revolució, i van ser retransmesos per Radio Rebelde.
Aquesta cobertura “és la gesta individual més gran del periodisme argentí”, segons va avaluar Rodolfo Walsh al pròleg a les memòries de Masetti recopilades a Los que luchan y los que lloran. Al text, a més d'indicar el desenvolupament de les seves aventures, Masetti va escriure sobre temes vinculats a la dictadura de Fulgencio Batista; incloent un capítol dedicat al joc d'apostes i casinos a Cuba, i denunciava la corrupció governamental.

### Fundació i activitats a Prensa Latina
Quan va tornar a Buenos Aires a Masetti el va desanima saber que els seus reportatges no s'havien publicat al seu país i per això, un cop triomfant la Revolució Cubana, va accepta la missió que li ofereix el Che Guevara de fundar a Cuba una agència de notícies. Entre els periodistes i intel·lectuals que van formar part de Prensa Latina sota la direcció de Masetti hi va haver Gabriel García Márquez, Plinio Apuleyo Mendoza, Rodolfo Walsh, Rogelio García Lupo, Carlos Medina de Rebolledo (a la redacció de Santiago de Xile), Ángel Boan (que va morir en un accident el 18 de juliol de 1963 mentre cobria com a corresponsal de l'Agència la visita del Che Guevara a Algèria) i Carlos María Gutiérrez. Entre els col·laboradors hi havia Jean-Paul Sartre, Waldo Frank i Charles Wright Mills. Amb Prensa Llatina va cobrir fets com els terratrèmols de Xile, el cop militar contra Arturo Frondizi i la revolució de Jesús María Castro León a Veneçuela. Entre el 4 i 5 de març de 1960 va cobrir personalment l'explosió del vaixell Le Coubre que estava atracat al port de l'Havana carregat d'explosius i armament i que es va costar la vida de 100 persones.

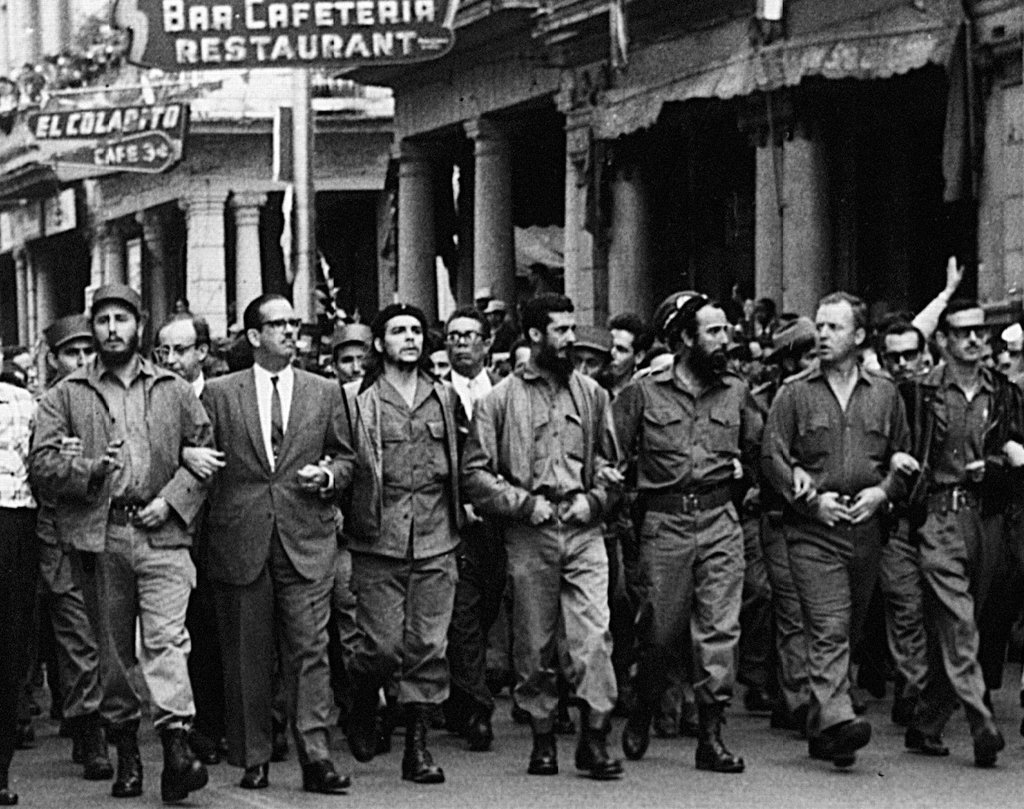
Els dirigents cubans marxant vers el Cementiri de Colon el 5 de març de 1960 en la marxa per les víctimes del Le Coubre. D'esquerra a dretaː Fidel Castro, Osvaldo Dorticós Torrado, Che Guevara, Augusto Martínez Sánchez, Antonio Núñez Jiménez, William Alexander Morgan i Eloy Gutiérrez Menoyo.

El 1960 Walsh va interceptar per accident i va aconseguir desxifrar, amb només l'ajuda d'un manual de criptografia, les comunicacions secretes entre la CIA i agents a Guatemala sobre els preparatius per a la invasió de Playa Girón. Walsh volia fer una gran nota sobre el tema però el govern cubà en va vetar la idea.15Masetti també va maquinar que Walsh s'infiltrés disfressat de sacerdot que venia bíblies als camps d'entrenament de cubans a Retalhuleu, Guatemala, però el govern cubà tenia altres plans d'espionatge i va rebutjar la idea. Masetti i García Márquez van volar en missió periodística al Perú i en tornar van fer una escala inesperada a Guatemala. Masetti volia anar a espiar els camps d'entrenament de Retalhuleu i García Márquez el va dissuadir. Tot i així, es van fer unes fotos testimonials a Guatemala amb el seu inconfusible volcà de fons i van escriure sobre la base de les comunicacions desxifrades la història d'un viatge clandestí enriquit amb detalls imaginats, que van enviar al mateix president de Guatemala Miguel Ydígoras Fuentes. Al febrer de 1961 Walsh va enviar, sense coneixement del govern cubà, un extens reportatge a la revista Che de Buenos Aires revelant correspondència de l'ambaixador dels Estats Units a Guatemala i, si bé no esmentava els camps d'entrenament, revelava com havia desxifrat les claus. Masetti havia renunciat al seu càrrec a l'agència el 7 de març de 1961, dos dies abans de la publicació del reportatge; el govern cubà va intervenir virtualment l'agència i Walsh va haver de renunciar també al seu lloc.
El 15 d'abril es van produir bombardejos aeris sobre ciutats cubanes com a fase prèvia a la invasió de Bahia Cochinos i el president Dorticós va exigir que Masetti, que encara no havia estat reemplaçat al cap davant de l'agència, fos reincorporat. Així es va fer i va dirigir d'aquesta manera la cobertura de la fracassada invasió. Tanmateix el 10 de maig es va veure obligat a renunciar i va romandre a l'illa sense feina.
La historiografia oficial cubana va negar durant molt de temps que la renúncia de Masetti s'hagués degut a desacords polítics. En una nota escrita el 1965 Walsh va atribuir la renúncia a “una veritable conspiració anti Masetti” però el 1969 va escriure que “té a veure amb l'auge momentani del sectarisme, però sobretot amb el desig d'ocupar un lloc de més risc”.

### Missió a Alger
L'octubre de 1961 Fidel Castro el va enviar a l'Àfrica per contactar amb el Front d'Alliberament Nacional algerià per preguntar-los de quina manera el govern cubà podia ajudar-los en la seva lluita, per la qual cosa l'1 de novembre després de passar per París i Praga, va arribar a Bamako. D'allà es va dirigir a la frontera entre Algèria i Tunísia, on es va entrevistar amb el coronel rebel Houari Boumedienne i altres membres de l'Estat Major, que li van manifestar la necessitat d'armament. Per cap d'any era a Tunísia, d'on va tornar a Cuba. Quan va informar Castro, aquest el va enviar novament a Àfrica per preguntar on volien que fossin enviades les armes; així ho va fer i finalment van ser enviades a Casablanca en un vaixell mercant cubà camuflades i amb papers falsos.

## Els guerrillers de Salta
Després de l'enderrocament del president Arturo Frondizi per part de l'exèrcit argentí el 1962, Che Guevara i Masetti van començar a pensar en la possibilitat d'establir una cèl·lula guerrillera, o foco, a l'Argentina. Finalment van decidir iniciar la lluita a la província de Salta, al nord-oest del departament d'Orán, una zona de selva que limita amb Bolívia. Es tractava d'un grup de prop de 30 guerrillers, la majoria argentins amb uns quants cubans experimentats, que va prendre el nom d'Exèrcit Guerriller del Poble, el qual va establir el seu primer campament a Emboruzú, a Bolívia. Masetti va prendre el rang de comandant adjunt, salvant el lideratge per al Che que estava disposat a unir-se al grup després que s'hagués establert. Aleshores es va elaborar el codi de conducta del moviment que, entre altres coses, exigia la pena de mort per deserció, insubordinació, traïció, explotació de la població civil, violació o robatori.

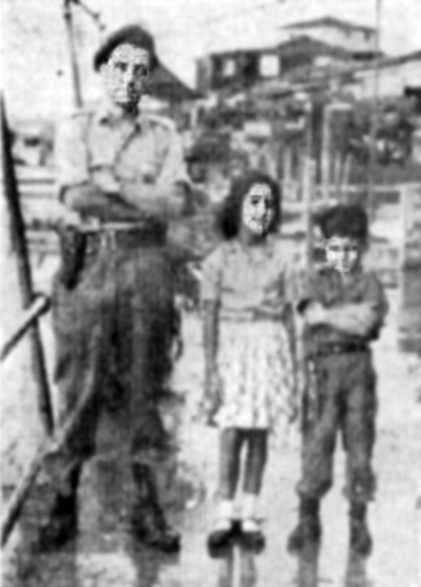
Masetti amb els seus fills.

L'any 1963 la situació va canviar a causa de la convocatòria d'eleccions limitades guanyades per Arturo Illia de la Unió Cívica Radical. Els peronistes no van poder participar en les eleccions. El 21 de setembre de 1963 els guerrillers de Masetti van creuar a l'Argentina i després de diversos dies a peu es van establir prop del riu Pescado. Continuant amb el seu pla per enderrocar el govern, van iniciar la insurrecció armada amb una carta pública al president Illia datada el 9 de juliol de 1963. El guerriller Bustos va ser l'encarregat de portar la carta als mitjans de comunicació, la qual cosa va suposar que havia de viatjar per tot el país. Tot i que la carta pràcticament no va tenir cap impacte en els mitjans de comunicació i en l'opinió pública, que amb prou feines se'n va adonar, sí que va provocar la mobilització immediata de la Gendarmeria Nacional Argentina, la força de seguretat fronterera argentina aleshores dirigida pel general Julio Alsogaray, germà del polític i economista Álvaro Alsogaray, i de l'alcalde de Salta Héctor Báez, que va prendre el comandament de les tropes a la seva ciutat.
Al començament de març de 1964, més de cinc mesos després de creuar cap a l'Argentina, es va produir la primera trobada amb la Gendarmeria, la qual es va apoderar d'un campament ubicat a La Toma detenint cinc persones i fent-los perdre provisions i armes. Els que no van ser detinguts en aquesta acció es van reagrupar.
Un grup va sobreviure amb moltes penúries causades per l'escassetat d'aliments i a mitjan abril van ser trobats per la Gendarmeria, detinguts i posteriorment portats a judici. A mitjan abril de 1964 els guerrillers estaven pràcticament envoltats a prop del riu Seco, al sud del departament d'Orán i la Gendarmeria controlava totes les rutes d'accés i sortides de la muntanya. Un quinter va informar a la Gendarmeria que en la seva propietat a El Bananal, ubicada prop del riu de Las Piedras, hi havia vist quatre guerrillers en pèssimes condicions físiques, per la qual cosa va ser enviada una patrulla que els va trobar famolencs, amb set, infectats per les picades d'insectes i vestits amb parracs els quals es van lliurar sense resistència. Eren Alberto Moisés Korn “El Tano”, Jorge Wenceslao Paul, Miquel Àngel Molina i Federico Evaristo Méndez àlies “Basilio”, conegut pels seus companys com el “Teniente Federico”, que era el lloctinent de Masetti. Se'ls va requisar una important quantitat d'armes importades i una gran quantitat de pesos argentins i dòlars nord-americans.

### Mort de Masetti
El 18 d'abril una patrulla de gendarmes es va dirigir a la Finca de Martínez, ubicada a 6 km del Bananal, on hi van trobar els guerrillers generant-se un tiroteig en què van morir-ne dos i la resta va escapar perseguits per la Gendarmeria. Durant la recerca el gendarme Juan Adolfo Romero va ser mort pels guerrillers i Pascual o Pedro Bailón Vázquez, que havia venut aliments als guerrillers. Bailón va ser abatut pels guerrillers, segons la versió de la Gendarmeria, o víctima del foc creuat, segons els milicians. La recerca va continuar i es va produir un nou combat en el qual van ser morts el cubà Hermes Peña i Jorge Guille i detinguts els restants. De Masetti, que no estava amb el grup quan es va produir la trobada, no se'n va tenir cap més notícia, per la qual cosa es pren el 21 d'abril de 1964 com a data de la seva desaparició.